# 法瓦莱迪马尔瓦罗
法瓦莱迪马尔瓦罗（義大利語：Favale di Malvaro），是意大利热那亚省的一个市镇。总面积16.7平方公里，人口524人，人口密度31.4人/平方公里（2009年）。ISTAT代码为010023。